# MaX5
MaX5 is een amateur-autoracekampioenschap en -raceklasse die in Engeland en Nederland wordt georganiseerd met de Mazda MX-5 NA.

## Oorsprong
In Engeland is in 2003 het initiatief genomen door Alyn Robson en Jon Halliwel om het Spec Miata-concept uit Amerika in Engeland te introduceren. De insteek was een betaalbare standaard klasse met een auto die plezier biedt, snel is en vooral ook betrouwbaar is. Via het MAX5-kampioenschap worden er al vanaf 2003 sprintraces verreden met overvolle startvelden, het was in 2006 de snelst gegroeide klasse in Engeland. Circuits als Donington, Brands Hatch en Silverstone worden aangedaan.
Per jaar staan er in Engeland zo’n twaalf (sprint)races op de kalender welke gereden worden met de Mazda MX5 1.6 NA. Het Engelse reglement biedt een beperkt aantal modificaties en een minimum gewicht. Zaken die invloed hebben op wegligging, zoals dempers, velgen en banden zijn gestandaardiseerd.

## Nederlandse cup
Na deelname aan de  Winter Endurance Series 2007 waren de reacties dermate positief dat besloten werd door de organisatie om de haalbaarheid en samenstelling van een cupauto en Nederlandse cup verder te onderzoeken. Huub Vermeulen van de DNRT sprak zijn steun uit en zo had de cup al snel een plaats bij AUTO's B wat betekent dat er aan semi-endurance-races deelgenomen kan worden. 
De insteek is voor een groot deel hetzelfde als in Engeland en de Spec Miata in de Verenigde Staten. Redelijk standaard auto's met een aantal verplicht onderdelen zoals dempers (gaz), velgen (Team Dynamics), banden (toyo taiers) en een aantal aantrekkelijke optiepakketten om de auto te bouwen. Eind 2008 was de eerste cupauto van Hoogwerf Motorsport klaar. 
Rondetijden op Zandvoort liggen rond de 2,12 afhankelijk van type band. In 2008 zal gereden worden op Zandvoort, Oschersleben en Assen en zal ook enkele sprintraces bevatten.